# Adesido
Adesido era, em 1747, uma aldeia portuguesa da freguesia de São Pedro de Lagarelhos, termo da vila de Vinhais, Bispado e Comarca da cidade de Miranda, Província da Beira.